# Carlos Freixas
Carlos (o Carles) Freixas i Baleitó (Barcelona, 31 de octubre de 1923-ibidem, 6 de febrero de 2003) fue un historietista e ilustrador español, cuya creación más célebre es "Pistol" Jim.

## Biografía

### Primeros pasos
Hijo del también dibujante Emilio Freixas, que le enseñó los rudimentos del oficio, estudió después en la Escuela de Arte de San Jorge, ingresando luego como aprendiz en un taller de escenografía.
Junto a su padre, trabajó en la revista Lecturas y lanzó un proyecto de edición independiente, la Colección Mosquito, en el que también participó Ángel Puigmiquel.

### Estancia en Argentina
En 1947, Carlos Freixas aceptó una oferta de Editorial Molino Argentina y se estableció durante casi una década en Buenos Aires. Colaboró allí con la Escuela Panamericana de Arte y publicó en infinidad de revistas, como Patoruzito y Aventuras. Para esta última, creó en 1947 a Darío Malbrán, psicoanalista con el guionista Julián Maldonado.